# سرگئی شاهومیان
سرگئی استپانی شاهومیان (ارمنی: Սերգեյ Ստեփանի Շահումյան؛  زادهٔ ۱۹۱۴ - درگذشته ۱۹۷۷) یک مورخ اهل ارمنستان بود.

## زندگی‌نامه
در ۱۹۱۴ در آستراخان به دنیا آمد و از مدرسه عالی حزبی تحت نظر کمیته مرکزی حزب کمونیست اتحاد شوروی (۱۹۴۸) فارغ‌التحصیل شد. استپان شاهومیان و یکاترینا شاهومیان پدر و مادر وی بودند. وی در کومسومول، انستیتو مارکسیسیم-لنینسم و دانشگاه دولتی مسکو فعالیت می‌کرد.  وی همچنین برنده دانشمند شایسته ارمنستان شوروی (۱۹۷۴) شده است. وی در ۱۹۷۷ در سن ۶۳ سالگی در مسکو درگذشت.

## یادداشت
1. ↑  Մոսկվայի բարձրագույն կուսակցական դպրոց